# Rod Lawler
Rod Lawler (Liverpool, 12 luglio 1971) è un giocatore di snooker inglese, conosciuto per il suo ritmo lento al tavolo. Nel 1996, ha perso la finale dell'International Open, la sua unica nei tornei Ranking, contro John Higgins.
Professionista ininterrottamente dal 1990, Rod Lawler figura al 7º posto in questa speciale classifica, dietro ai connazionali Fred Davis (64 anni e 25 stagioni), Jimmy White (40), Steve Davis (38), Rex Williams (44 anni e 27 stagioni), John Pulman (36 anni e 14 stagioni) e Nigel Bond (31).

## Carriera

### Stagione 1990-1991
La sua prima annata nel Main Tour, lo vede presente alla fase finale di 6 tornei. In uno di questi, il Classic, l'inglese raggiunge i quarti, dopo aver battuto anche il campione del mondo 1986 Joe Johnson, prima di essere eliminato da Mike Hallett.

### Stagione 1991-1992
Lawler inizia la stagione 1991-1992 al Dubai Classic, qualificandosi sconfiggendo Euan Henderson. Al primo turno, l'inglese supera Doug Mountjoy per 5-4, ma perde al secondo contro David Roe. Esce al medesimo Round anche allo UK Championship, sconfitto da Steve Newbury, dopo che aveva battuto ancora Mountjoy al primo.

### 1992-1995
Negli anni successivi, l'inglese continua a piazzarsi nei primi turni di molti eventi. Nel 1994, perdendo la finale del Benson & Hedges Championship, Lawler non si qualifica al Masters. Nel 1995, riesce invece a qualificarsi per il Campionato mondiale, vincendo, nei turni preliminari, contro Mark Rowing, Marcus Campbell e Dean Reynolds, battendo tutti 10-6. Tuttavia, Lawler si subito ai sedicesimi, eliminato da Peter Ebdon.

### Stagione 1995-1996
Nel 1995-1996, l'inglese raggiunge e perde la sua prima finale ufficiale, all'International Open; Lawler, partito senza testa di serie, batte, al primo turno, Martin Clark per 5-0, poi Stephen Hendry, considerato il miglior giocatore degli anni 1990 (5-3), Billy Snaddon, con lo stesso punteggio, Dave Finbow 5-1 e Nick Pearce per 6-5, in semifinale. In finale, Lawler affronta il campione in carica John Higgins e, dopo aver ottenuto un iniziale vantaggio, l'avversario scozzese vince 6 frames di fila, ottenendo poi il successo per 9-3. L'inglese arriva anche ai quarti del German Open, sconfiggendo il campione del mondo 1979 Terry Griffiths e il finalista del Masters 1993 James Wattana, prima di subire la rivincita da Hendry. Lawler chiude in seguito la buona stagione prendendo parte al Campionato del mondo, per il secondo anno consecutivo, dopo aver battuto il vincitore del 1985 Dennis Taylor, nell'ultimo turno di qualificazione. Ai sedicesimi, l'inglese supera un altro campione, John Parrott, per 10-6, uscendo agli ottavi contro Dave Harold.

### 1996-2012
Dopo aver iniziato la stagione seguente al 20º posto nel Ranking, l'inglese non ottiene altri risultati importanti nelle annate a venire; il suo miglior risultato è un quarto di finale, raggiunto al Welsh Open 2003, in cui viene sconfitto da Hendry. Al termine della stagione 2011-2012, Lawler esce dalla top 64 in classifica e si iscrive alla Q School, per rimanere professionista, riuscendo a vincere il terzo evento.

### 2012-
Il 9 settembre 2012, Lawler bissa il successo al terzo evento del Players Tour Championship 2012-2013, sconfiggendo Marco Fu in finale, con il punteggio di 4-2. Nel 2014, l'inglese viene eliminato in semifinale al German Masters, da Judd Trump. Nel 2016 e nel 2019 raggiunge i quarti allo Shoot-Out, malgrado non sia un giocatore adatto a questo format di gioco (15 secondi a tiro nei primi 5 minuti e 10 negli altri 5).

## Ranking[16]
| Stagione  | Ranking iniziale | Ranking finale |
| --------- | ---------------- | -------------- |
| 1990-1991 | Non classificato | 54             |
| 1991-1992 | 54               | 45             |
| 1992-1993 | 45               | 45             |
| 1993-1994 | 45               | 45             |
| 1994-1995 | 45               | 40             |
| 1995-1996 | 40               | 20             |
| 1996-1997 | 20               | 26             |
| 1997-1998 | 26               | 40             |
| 1998-1999 | 40               | 51             |
| 1999-2000 | 51               | 51             |
| 2000-2001 | 51               | 64             |
| 2001-2002 | 64               | 66             |
| 2002-2003 | 66               | 53             |
| 2003-2004 | 53               | 57             |
| 2004-2005 | 57               | 60             |
| 2005-2006 | 60               | 47             |
| 2006-2007 | 46               | 49             |
| 2007-2008 | 49               | 60             |
| 2008-2009 | 60               | 61             |
| 2009-2010 | 61               | 49             |
| 2010-2011 | 49               | 58             |
| 2011-2012 | 58               | 75             |
| 2012-2013 | Non classificato | 59             |
| 2013-2014 | 59               | 38             |
| 2014-2015 | 39               | 39             |
| 2015-2016 | 39               | 47             |
| 2016-2017 | 47               | 68             |
| 2017-2018 | Non classificato | 125            |
| 2018-2019 | 94               | 84             |
| 2019-2020 | Non classificato |                |

## Tornei vinti

### Titoli Non-Ranking: 3
| Titoli Non-Ranking                   | Titoli Non-Ranking | Titoli Non-Ranking | Titoli Non-Ranking |
| ------------------------------------ | ------------------ | ------------------ | ------------------ |
| Competizione                         | Anno               | Avversario         | Note               |
| Merseyside Professional Championship | 1996               | Dean Reynolds      | [ 17 ]             |
| Finnish Masters                      | 1996               | Stefan Mazrocis    |                    |
| China Masters                        | 1996               | Shokat Ali         |                    |

- Players Tour Championship: 1 (Evento 3 2012-2013)

## Finali perse

### Titoli Non-Ranking: 2
| Titoli Ranking     | Titoli Ranking | Titoli Ranking | Titoli Ranking |
| ------------------ | -------------- | -------------- | -------------- |
| Competizione       | Anno           | Avversario     | Note           |
| International Open | 1996           | John Higgins   | [ 3 ]          |

| Titoli Non-Ranking                   | Titoli Non-Ranking | Titoli Non-Ranking | Titoli Non-Ranking |
| ------------------------------------ | ------------------ | ------------------ | ------------------ |
| Competizione                         | Anno               | Avversario         | Note               |
| Benson & Hedges Championship         | 1994               | Mark Williams      | [ 7 ]              |
| Merseyside Professional Championship | 2000               | Michael Holt       | [ 18 ]             |